# Международное общество валторнистов
Междунаро́дное о́бщество валторни́стов (англ. International Horn Society, нем. Die Internationale Horn Gesellschaft, фр. La Société Internationale des Cornistes, исп. La Sociedad Internacional de Trompas, распространена также аббревиатура IHS) — первая международная организация исполнителей на валторне.

## История
Идея создания общества появилась в 1969 году во время Первого ежегодного семинара валторнистов в Государственном университете штата Флорида в США. Организаторами мероприятия были в числе прочих такие известные валторнисты как Джеймс Чемберс, Антон Хорнер, Филип Фаркаш, Барри Такуэлл. Именно тогда было принято решение о создании организации, целью которой стало бы проведение концертов, мастер-классов и прочих мероприятий, направленных на популяризацию валторны как музыкального инструмента. Международное общество валторнистов (IHS) было создано через год во время Второго ежегодного семинара валторнистов, который  прошёл в столице Флориды городе Таллахасси в 1970 году. Первым вице-президентом общества стал Уэнделл Хосс, а первым президентом — знаменитый австралийский валторнист и дирижёр Барри Такуэлл. Он оставался на этом посту до 1977 года, а затем вновь возглавил общество в 1993 году, став таким образом также и восьмым его президентом. За время существования общества сменилось 13 руководителей, среди которых Даглас Хилл, Мейсон Джонс, Пол Андерсон, Фрэнк Ллойд и Фрёйдис Реэ Векре.

## Деятельность
Международное общество валторнистов регулярно проводит концерты, мастер-классы, семинары, лекции, конкурсы для молодых исполнителей и композиторов на трёх континентах: в Америке, Европе и Австралии, хотя большая часть активности организации приходится на США. С 1971 года общество издаёт журнал «The Horn Call». В 1985 года общество учредило ежегодно вручаемую награду, названную именем чешского валторниста и композитора XVIII века Джованни Пунто "IHS Punto Award".

## Члены общества
Сегодня количество членов общества достигает 3500 человек из 55 стран мира. Членами общества являются как профессиональные музыканты, занимающиеся сольной карьерой или работающие в различных симфонических оркестрах и ансамблях, так и музыкальные педагоги, студенты, представители компаний-производителей инструментов, композиторы, нотные издатели, музыканты-любители а также все интересующиеся валторновой музыкой.

## Почётные члены общества
За годы существования общества звания его почётных членов удостоились 65 человек:
| - Пол Андерсон - Жорож Барботё (1924—2006) - Герман Бауман (р. 1934) - Джон Берроуз (1913—1974) - Бернхард Брюхле (р. 1942) - Даниэль Бург (р. 1937) - Виталий Буяновский (1928—1993) - Виллем Валькенир (1887—1986) - Фрёйдис Реэ Векре (р. 1941) - Карл Гайер (1880—1973) - Петер Дамм (р. 1937) - Винсент Де Роса (р. 1920) - Айфор Джеймс (1931—2004) - Мейсон Джонс (1919—2009) - Джеймс Деккер (р. 1921) - Антонио Йерволино (1912—1980) - Дейл Клевенджер - Девид Кребил - Вильгельм Ланцки-Отто (1901—1991) - Иб Ланцки-Отто (р. 1940) - Эдмон Лелуар (1912—2003) - Фрэнк Ллойд (р. 1952) - Джулиан Кристофер (р. 1929) - Уолтер Лоусон (1923—2007) - Пол Мансур (1926—2009) - Этель Меркер (р. 1923) - Гарольд Мик (1914—1998) - Ингберт Михельсен (1917—1991) - Реджинальд Морли-Педжи (1890—1972) - Ричард Мур (1914—1988) - Эрих Пенцель (р. 1930) - Ханс Пицка (р. 1942) | - Валерий Полех (1918—2006) - Макс Поттаг (1876—1970) - Уилли Рафф (р. 1931) - Верн Рейнольдс (1926—2011) - Уильям Робинсон (р. 1919) - Лоренцо Сансоне (1881—1975) - Алан Сивил (1929—1989) - Луис Стаут (1924—2005) - Джеймс Стальяно (1912—1987) - Барри Такуэлл (р. 1931) - Люсьен Теве (1914—2007) - Джеймс Уинтер (1919—2006) - Филип Фаркаш (1914—1992) - Хольгер Франсман (1909—1997) - Энтони Халстед (р. 1945) - Михаэль Хёльцель (р. 1936) - Макс Хесс (1878—1975) - Даглас Хилл (р. 1946) - Херберт Хольтц (1894—1980) - Антон Хорнер (1877—1971) - Уэнделл Хосс (1892—1980) - Марвин Хоуи (1918—1994) - Фриц Хут (1908—1980) - Майкл Хэтфилд (р. 1936) - Доменико Чекарросии (1910—1997) - Джеймс Чемберс (1920—1989) - Каору Чиба (1928—2008) - Норман Швайкерт (р. 1937) - Лоуэлл Шоу (р. 1930) - Гунтер Шуллер (р. 1925) - Джером Эшби (1956—2007) - Курт Янецки (1906—1994) |

|               |               |               |            |
| Герман Бауман | Барри Такуэлл | Жорож Барботё | Алан Сивил |